# XXIe siècle en musique
| \| • Retour à la chronologie générale de la musique populaire • \| |
| XXIe siècle • XXe siècle • XIXe siècle • XVIIIe siècle XVIIe siècle • XVIe siècle • XVe siècle • XIVe siècle XIIIe siècle • XIIe siècle • XIe siècle • Xe siècle IXe siècle • VIIIe siècle • Haut Moyen Âge • Rome • Grèce |
| • Retour à la chronologie générale de la musique populaire • |

| • Retour à la chronologie générale de la musique populaire • |

| Années de la musique populaire : 1998 - 1999 - 2000 - 2001 - 2002 - 2003 - 2004    |
| Décennies de la musique populaire : 1970 - 1980 - 1990 - 2000 - 2010 - 2020 - 2030 |

## Naissances
- 2001 : Maëlle
- 2001 : Eva Queen
- 2001 : Billie Eilish
- 2003 : Olivia Rodrigo
- 2003 : Tate McRae
- 2003 : Anaïs Reno

## Décès
- 2009 : Alain Bashung ° 1947 † 14 mars 2009
- 2009 : Michael Jackson ° 1958 † 25 juin 2009
- 2010 : Patrick Topaloff ° 1944 † 7 mars 2010
- 2010 : Gérard Berliner ° 1956 † 13 octobre 2010
- 2012 : Whitney Houston ° 1963 † 11 février 2012
- 2012 : Dave Brubeck ° 1920 † 5 décembre 2012
- 2012 : Ravi Shankar ° 1920 † 11 décembre 2012
- 2016 : Pierre Boulez ° 1925 † 5 janvier 2016
- 2016 : Prince, ° 1958 † 21 avril 2016
- 2017 : Johnny Hallyday, de son vrai nom Jean-Phillipe Smet, ° 1943 † 5 décembre 2017
- 2018 : Maurane ° 1960 † 7 mai 2018
- 2019 : Mark Hollis ° 1955 † 24 février 2019
- 2020 : Anne Sylvestre ° 1934 † 30 novembre 2020
- 2022 : Andrew Fletcher ° 1961 et † 26 mai 2022